# Tenney Frank
Tenney Frank (19 de mayo de 1876 - 3 de abril de 1939) fue un prominente historiador y académico de Estudios clásicos.

## Biografía
Tenney Frank se completó su licenciatura en la Universidad de Kansas en 1898 y maestría al año siguiente. Frank se trasladó a recibir su doctorado en la Universidad de Chicago en 1903. Frank enseñó en el Bryn Mawr College como profesor de latín desde 1904 hasta 1919, cuando se mudó a la Universidad Johns Hopkins. En Bryn Mawr, Frank escribió y publicó su influyente estudio Roman Imperialism en 1914. Frank creía que el imperialismo de Roma provenía del deseo de mantener la paz en el mundo mediterráneo al evitar el surgimiento de cualquier poder rival. El otro trabajo de Frank se centra en la literatura clásica, con artículos sobre Cicerón, Estrabón, Curiacio Materno, Plauto y Virgilio, entre otros.
Escribió periódicamente para la American Historical Review, incluido un documento sobre la desaparición de varios pueblos italianos antiguos que comprendían la etnia romana en los días de Julio César. Argumentando que la expansión romana atrajo a masas de pueblos y esclavos extranjeros que con el tiempo cambiaron la composición étnica de la población romana y contribuyeron a la ruina del imperio.
Ha trabajado en inscripciones en latín, incluida la estela del Foro Romano en Roma, y en la construcción romana y el Muro Serviano de Roma. Su trabajo en la economía romana fue un estudio seminal de la economía y el comercio en el mundo romano.
Se casó con Grace E. Mayer en 1907. 
De ascendencia sueca, Frank fue influenciado por sus raíces agrarias. También era multilingüe y tenía una gran facilidad para los idiomas, incluidas las lenguas escandinavas. En Johns Hopkins, Frank entrenó a Thomas Robert Shannon Broughton, con quien colaboró en sus estudios de la economía romana. Existe una bibliografía del trabajo de Frank que se puede encontrar en The American Journal of Philology 60.3 (1939).

## Obra selecta
- (1903). A Stichometric Scholium to the Medea of Euripides, The University of Chicago Press.
- (1904). Attraction of Mood in Early Latin: A Dissertation, Press of the New Era Printing Company.
- (1920). An Economic History of Rome, Johns Hopkins University Press [rev. ed. 1927].
- (1922). Vergil, a Biography, Henry Holt & Company [Russell & Russell, 1965].
- (1923). A History of Rome, Henry Holt & Company.
- (1924). Roman Buildings of the Republic, American Academy in Rome.
- (1928). Catullus and Horace, Henry Holt & Company [Russell & Russell, 1965].
- (1930). Life and Literature in the Roman Republic, Sather Classical Lectures, University of California Press, Sixth Printing, 1971.
- (1932). Aspects of Social Behavior in Ancient Rome, Harvard University Press [Cooper Square Publishers, 1969].
- (1933 & 1940). An Economic Survey of Ancient Rome, Johns Hopkins University Press.
  - Vol. I: Rome and Italy of the Republic.
  - Vol. V: Rome and Italy of the Empire.

Otros
- "Italy." En Encyclopædia Brtitannica, Vol. XII, 1929 (In part).

- Wikisource contiene obras originales de o sobre Tenney Frank.

## Obituario
- DeWitt, Norman W. (1939). "Tenney Frank", The American Journal of Philology, 60(3), pp. 273–287.
- Pease, Arthur Stanley (1940). "Tenney Frank (1876-1939)," Proceedings of the American Academy of Arts and Sciences, Vol. 74, No. 6.
- Taylor, Lily Ross (1939). "In Memoriam: Tenney Frank," Bryn Mawr Alumnæ Bulletin, Vol. XIX, No. 1.